# کوکو-باز تیره
کوکو-باز تیره (نام علمی: Hierococcyx bocki) پرنده‌ای از تیرهٔ کوکویان (Cuculidae) است که در گذشته هم‌گونه کوکو-باز بزرگ (Hierococcyx sparverioides) و در سردهٔ کوکوها (Cuculus) قرار می‌گرفت.